# Chimakalahalli, Gauribidanur
Chimakalahalli là một làng thuộc tehsil Gauribidanur, huyện Kolar, bang Karnataka, Ấn Độ.